# Santa Cruz da Conceição
Santa Cruz da Conceição é um município brasileiro do estado de São Paulo pertencente à Região Metropolitana de Piracicaba. Sua população estimada em 2024 era de 4.365 habitantes.

## História
A cidade teve origem no antigo povoado de Nossa Senhora da Conceição de Santa Cruz.

### Formação territorial-administrativa
Histórico da formação do município:
- Freguesia criada no município de Araras pela Lei nº 4, de 23/01/1881.
- Freguesia transferida para o município de Pirassununga pela Lei nº 79, de 06/04/1885.
- Município criado com a denominação de Santa Cruz da Conceição pela Lei nº 533, de 04/07/1898.

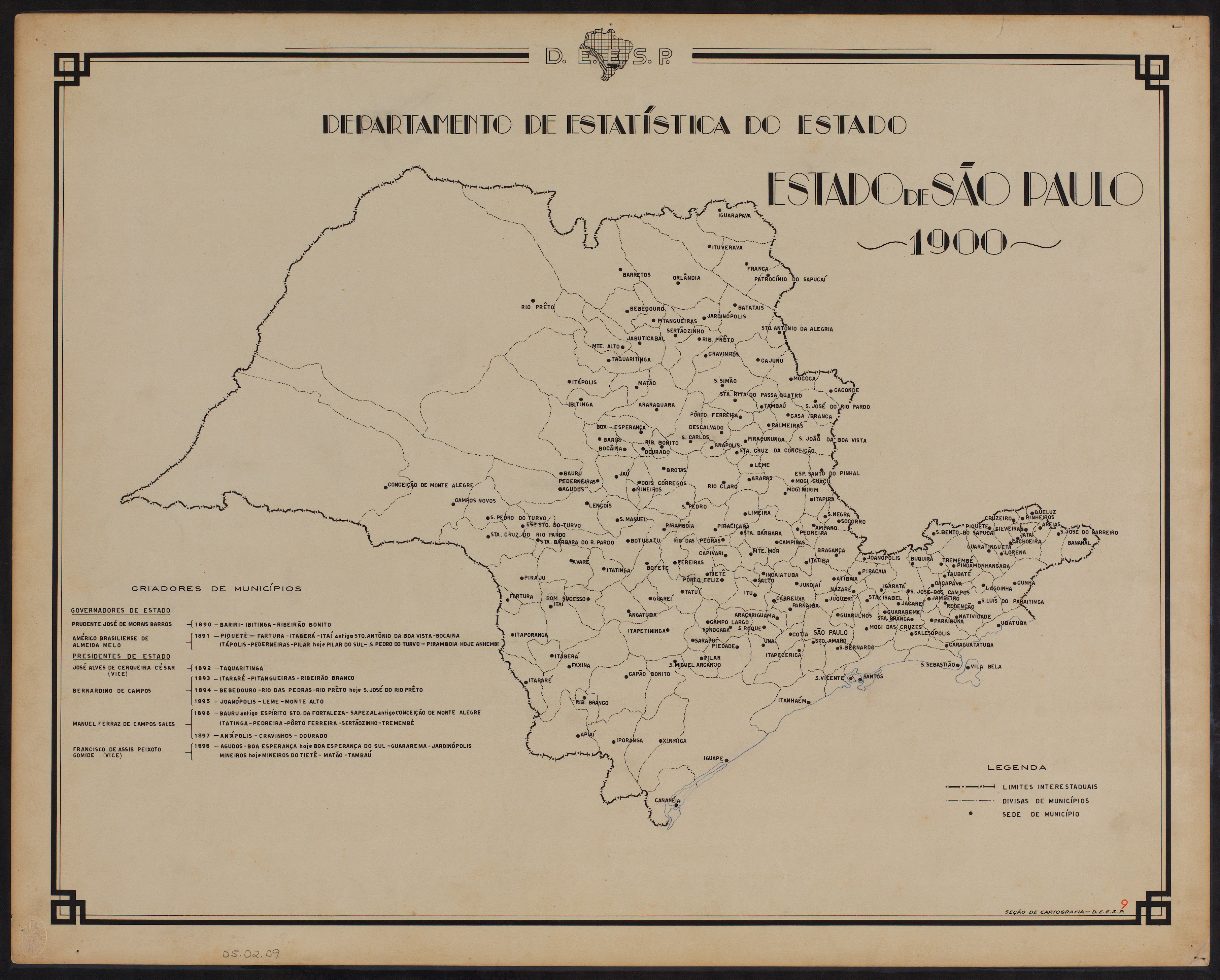
Estado de São Paulo (1900).

- Município reconduzido à categoria de distrito, incorporado ao município de Leme, pelo Decreto nº 6.448, de 21/05/1934.
- Distrito transferido para o município de Pirassununga pelo Decreto nº 6.526, de 30/06/1934.
- Município novamente criado pela Lei nº 2.456, de 30/12/1953.

## Geografia
Localiza-se a uma latitude 22º08'25" Sul e a uma longitude 47º27'07" Oeste, estando a uma altitude de 645 metros. Possui uma área de 149,87 km².

### Hidrografia
- Ribeirão do Roque
- Córrego do Sabino
- Córrego do Arouca

### Rodovias
- SP-330 Rodovia Anhanguera

## Demografia

### População
| Crescimento populacional                             | Crescimento populacional | Crescimento populacional | Crescimento populacional |
| Ano                                                  | População Total          |                          | %±                       |
| ---------------------------------------------------- | ------------------------ | ------------------------ | ------------------------ |
| 1900                                                 | 6 811                    |                          | —                        |
| 1910                                                 | 5 848                    |                          | −14,1%                   |
| 1920                                                 | 5 965                    |                          | 2,0%                     |
| 1925                                                 | 6 435                    |                          | 7,9%                     |
| 1929                                                 | 7 022                    |                          | 9,1%                     |
| 1958                                                 | 2 346                    |                          | —                        |
| 1960                                                 | 2 183                    |                          | −6,9%                    |
| 1970                                                 | 2 184                    |                          | 0,0%                     |
| 1980                                                 | 2 687                    |                          | 23,0%                    |
| 1991                                                 | 2 937                    |                          | 9,3%                     |
| 2000                                                 | 3 531                    |                          | 20,2%                    |
| 2010                                                 | 4 002                    |                          | 13,3%                    |
| 2022                                                 | 4 277                    |                          | 6,9%                     |
| Est. 2024                                            | 4 365                    | [ 7 ]                    | 2,1%                     |
| Fontes: Censos Demográficos IBGE e Estimativas SEADE |                          |                          |                          |

### Dados demográficos
Dados do Censo - 2010
População total: 4.002
- Urbana: 2.708
- Rural: 1.597
- Homens: 1.806
- Mulheres: 1.725

Densidade demográfica (hab./km²): 23,63
Mortalidade infantil até 1 ano (por mil): 13,51
Expectativa de vida (anos): 72,53
Taxa de fecundidade (filhos por mulher): 1,91
Taxa de alfabetização: 92,29%
Índice de Desenvolvimento Humano (IDH-M): 0,79
- IDH-M Renda: 0,83
- IDH-M Longevidade: 0,876
- IDH-M Educação: 0,679

(Fonte: IPEADATA)

## Política e administração
- Prefeita: Patricia Capodifoglio Landgraf (2017/2020)
- Vice-prefeito: Benedito Aparecido Zaguette (2017/2020)
- Presidente da câmara: Vinicius Benedito (2017/2018)[11]

## Infraestrutura

### Comunicações
O sistema de telefones automáticos foi inaugurado na cidade em 1981 pela Telecomunicações de São Paulo (TELESP), que também implantou o sistema de discagem direta à distância (DDD) em 1988 com o código de área (0195).
Na década de 90 o código DDD da cidade foi alterado para (019), para padronização do sistema telefônico com a telefonia celular que estava sendo implantada em todo o estado.

## Religião
O Cristianismo se faz presente na cidade da seguinte forma:

### Igreja Católica
- A igreja faz parte da Diocese de Limeira.[15]

### Igrejas Evangélicas
Entre as igrejas protestantes históricas, pentecostais e neopentecostais, encontram-se na cidade:
- Assembleia de Deus Ministério do Belém.[17][18]
- Congregação Cristã no Brasil.[19]